# Rifat al-Asad
Rifat al-Asad (ur. 22 sierpnia 1937 w al-Kardaha) – syryjski wojskowy i polityk. Brat Hafiza al-Asada.
W latach 1966–1983 dowodził Kompaniami Obrony – początkowo paramilitarną siłą podległą partii Baas. Odegrał znaczącą rolę w zamachach stanu w Syrii w lutym 1966 i w grudniu 1970. Na rozkaz rządzącego dyktatorsko Syrią Hafiza al-Asada stłumił islamistyczne powstanie, dokonując przy tym zburzenia Hamy i masakry mieszkańców. W roku następnym bez powodzenia próbował obalić rządy brata, organizując nowy pucz. Nie uzyskał jednak wsparcia ze strony armii i musiał udać się na emigrację.

## Życiorys

### Młodość i wczesna działalność
Pochodził z alawickiego rodu Mutawirów. W wieku piętnastu lat zaczął działać w partii Baas pod wpływem swojego o siedem lat starszego brata Hafiza.
W okresie Zjednoczonej Republiki Arabskiej odbył zasadniczą służbę wojskową, następnie od 1961 do 1963 pracował w ministerstwie spraw wewnętrznych. Ukończył studia w zakresie ekonomii i nauk politycznych na Uniwersytecie Damasceńskim. Gdy partia Baas zdobyła władzę w Syrii w zamachu stanu 8 marca 1963, rozpoczął naukę w Akademii Wojskowej w Hims. Jako swoją specjalizację wybrał, podobnie jak brat, lotnictwo. W lutym 1966 wziął udział w drugim zamachu stanu, po którym najważniejszymi osobami w kraju stali się dwaj związani z Baas oficerowie – Salah Dżadid oraz Hafiz al-Asad. Rifat al-Asad należał do grupy Salima Hatuma, która w czasie przewrotu aresztowała gen. Amina al-Hafiza, przewodniczącego Rady Prezydenckiej.
Odegrał znaczącą rolę w walce o władzę między jego bratem Hafizem a Salahem Dżadidem. W końcu lutego 1969 wspólnie z bratem przy pomocy wojska zlikwidował lojalne wobec Dżadida gazety wydawane w Damaszku. Doprowadził do samobójstwa Abd al-Karima al-Dżundiego. W decydujących momentach zamachu stanu Hafiza al-Asada Rifat al-Asad nadzorował sytuację w Damaszku.

### Za rządów Hafiza al-Asada
Rifat al-Asad należał do ścisłej elity władzy w pierwszej dekadzie rządów swojego brata. Wszedł do Przywództwa Regionalnego syryjskiej partii Baas. W 1971 stanął na czele Kompanii Obrony, paramilitarnej jednostki odpowiedzialnej za ochronę kluczowych instytucji państwa i partii. Z czasem stały się one formacją liczącą 55 tys. osób, uzbrojoną w czołgi, helikoptery i ciężką artylerię, jedną z najważniejszych sił utrzymujących dyktaturę al-Asada. Rifat al-Asad i dowodzona przez niego jednostka odegrała kluczową rolę w tłumieniu powstania islamistów, w tym w zniszczeniu Hamy. Wcześniej, w 1976 na polecenie Rifata al-Asada żołnierze Kompanii Obrony zamordowali w więzieniu w Palmyrze ok. 550 osadzonych związanych z Braćmi Muzułmańskimi, w odwecie za zamach na prezydenta, jaki zorganizowali fundamentaliści.
Pozycja polityczna Rifata al-Asada pozwoliła mu na rozległą działalność biznesową w Syrii i zgromadzenie znacznego majątku.

### Próba puczu i upadek
Stłumienie powstania islamistów pozwoliło na dalszy wzrostu pozycji Rifata al-Asada w elicie władzy. W listopadzie tego samego roku prezydent Syrii poważnie zapadł na zdrowiu i czasowo przekazał władzę sześcioosobowemu gremium, w którym Rifat al-Asad się nie znalazł. Zwołał on posiedzenie Przywództwa Regionalnego Partii Baas i na nim ogłosił tymczasowe przejęcie władzy w Syrii połączone z objęciem przewodnictwa w Przywództwie. W lutym 1984, gdy Hafiz al-Asad wrócił do zdrowia, skrytykował działania brata. Przez cały miesiąc obaj bracia koncentrowali wokół stolicy wierne sobie oddziały wojska i pozyskiwali zwolenników w partii. Próba sił zakończyła się zwycięstwem dotychczasowego prezydenta. Rifat al-Asad uznał władzę brata w zamian za uzyskanie stanowiska wiceprezydenta. Był jednym z trzech polityków na tym stanowisku, obok Abd al-Halima Chaddama i Zuhajra Maszariki, i zajmował się wszystkimi sprawami związanymi z bezpieczeństwem i wojskiem. Równocześnie jednak al-Asad odebrał mu dowództwo Kompanii Obrony, a to oznaczało odebranie mu wszystkich dawnych wpływów. 30 marca Rifat al-Asad skoncentrował nadal lojalną mu formację wokół Damaszku i zamierzał podjąć próbę obalenia rządów brata siłowo. Poniósł jednak porażkę – niemal wszyscy najwyżsi oficerowie syryjscy nadal popierali Hafiza al-Asada. Po burzliwym spotkaniu z bratem Rifat al-Asad zrezygnował ze swoich planów.
Hafiz al-Asad obiecał bratu nienaruszanie jego majątku, równocześnie jednak rozwiązał Kompanie Obrony, zastępując je Gwardią Republikańską. Rifat al-Asad pozostawał jednak w otwartej opozycji wobec prezydenta. Krytykował jego politykę, wzywał do poprawy stosunków z krajami zachodnimi, liberalizacji politycznej i gospodarczej. W maju 1984 prezydent wysłał go na „wizytę roboczą” do ZSRR, podczas której zwolennicy Rifata al-Asada w partii i w wojsku zostali usunięci ze stanowisk, natomiast w prasie pojawiły się doniesienia, iż sam Rifat al-Asad to w kraju persona non grata.

### Emigracja
Rifat al-Asad nie wrócił z ZSRR do ojczyzny i zamieszkał w Genewie, gdzie angażował się w działalność spiskową przeciwko rządom brata. Miał spotkać się w tej sprawie m.in. z Jasirem Arafatem. Formalnie pozostawał wiceprezydentem Syrii do 1988, jednak w rzeczywistości pozostawał na emigracji, kolejno we Francji, w Szwajcarii i Hiszpanii. W 1992 przyjechał do kraju po śmierci matki. Żył w Syrii z przerwami do 1998, po czym wyjechał za granicę ponownie. W 1986 został odznaczony francuskim orderem Legii Honorowej.

### Po śmierci Hafiza al-Asada
Gdy Hafiz al-Asad wskazał swojego syna Baszszara jako przyszłego następcę, Rifat al-Asad podważał prawa bratanka do rządzenia Syrią. Z tego powodu we wrześniu 1999 syryjskie siły bezpieczeństwa aresztowały wielu jego sympatyków i zajęły prywatną rezydencję w Latakii, gdzie doszło do starć z prywatną milicją Rifata al-Asada. Jako konkurent Baszszara al-Asada był wymieniany również po śmierci Hafiza al-Asada w 2000. Wskazywano wówczas na obecność jego zwolenników w syryjskiej społeczności alawickiej oraz w wojsku syryjskim, jak również na związki z wpływowymi syryjskimi rodzinami i klanami, jakie nawiązał drogą swoich czterech małżeństw. Równocześnie Rifat al-Asad oskarżany był o alawicki szowinizm oraz o brutalność. Ostatecznie jednak władzę w Syrii objął i skonsolidował Baszszar al-Asad.
Rifat al-Asad żyje co najmniej od 2010 w luksusowej posiadłości w Londynie, posiada również domy w Hiszpanii i we Francji. W 2011, po wybuchu powstania przeciwko rządom Baszszara al-Asada, utworzył we Francji organizację opozycyjną i twierdził, że posiada szerokie poparcie w kraju. Twierdzenia te były traktowane przez analityków jako niewiarygodne.
W 2016 został we Francji oskarżony o korupcję; nałożono na niego zakaz opuszczania kraju.

## Życie prywatne
Rifat al-Asad pięciokrotnie zawierał związek małżeński. Poślubiał kolejno:
- Amirę al-Asad, alawitkę, swoją bliską kuzynkę,
- Sanę Machluf, alawitkę, kuzynkę żony Hafiza al-Asada Anisy Machluf,
- Radżę Bakarat, sunnitkę z zamożnej rodziny z Damaszku,
- Linę al-Chajjir, alawitkę z jednej z najznaczniejszych rodzin w tej społeczności[3]
- siostrę jednej z małżonek króla Arabii Saudyjskiej Abd Allaha[13].

Ze związków tych na świat przyszły córki Tumadir, Tamadin i Lama oraz synowie Mudar, Silwa i Ribal.